# 신용욱
신용욱(愼鏞頊, 일본식 이름: 眞原勝平 신바라 가츠헤이, 1901년 10월 15일 ~ 1961년 8월 25일)은 일제 강점기의 기업인이자 한국의 기업인, 정치인이다. 일제강점기에는 군수 산업에 몸담았고, 대한민국 제2, 3대 민의원의원을 지냈다. 대한국민항공(대한항공의 전신)의 창업주이다.

## 생애
전라북도 고창군 흥덕면 사천리 출신이다. 일본 동아항공전문학교와 미국 힐라 헬리콥터학교 조종과를 나온 그는 조선비행학교를 설립하고 교장을 지냈다. 1946년 2월 대한국제항공사 부사장, 후에 대한국제항공사를 인수하였다. 1948년 10월 대한국민항공사(KNA)를 설립하고 사장이 되어 국내 노선을 운항하기 시작하였다. 한국전쟁 때 대한국민항공사의 비행기가 징발되고 파산하였다가, 전시 중에 다시 비행기를 들여와 국제노선에도 취항하였다. 그러다가 경영난이 악화된 시점인 1961년 8월 25일 한강에 투신 자살하였다. 제2대, 제3대 국회의원을 지냈으며 교통체신위원장을 역임하였다. 대한국민항공사는 현재 대한항공의 전신이다.
2002년 민족정기를 세우는 국회의원모임이 발표한 친일파 708인 명단과 2008년 민족문제연구소가 정리한 친일인명사전 수록예정자 명단에 모두 선정되었으며 2009년 친일반민족행위진상규명위원회가 발표한 친일반민족행위 705인 명단에도 포함되었다.

## 역대 선거 결과
|  | 18.02% |

|  | 55.47% |

|  | 48.69% |

|  | 18.61% |

## 참고 자료
- 신용욱 - 대한민국헌정회
- 서울육백년사: 조선항공사업사(朝鮮航空事業社)의 설립과 운영